# Oliver Christensen
Oliver Christensen (ur. 22 marca 1999 w Kerteminde) – duński piłkarz występujący na pozycji bramkarza w austriackim klubie SK Sturm Graz, do którego jest wypożyczony z ACF Fiorentina.

## Kariera klubowa
Karierę piłkarską rozpoczynał w Kerteminde Boldklub, później grał w młodzieżowych drużynach Odense Boldklub. W październiku 2016 trenował w Manchestrze United.
W 2017 został włączony do pierwszej drużyny Odense Boldklub, podpisał z tym klubem kontrakt do 2020 roku. W barwach tego zespołu zadebiutował 6 września 2018 w Pucharze Danii z Akademisk BK (4:0). W lidze duńskiej pierwszy mecz rozegrał 22 października 2018 z Brøndby IF (1:1). W styczniu 2019 przedłużył swój kontrakt do 2023 roku. Od sezonu 2019/2020 Christensen stał się pierwszym bramkarzem w zespole. Łącznie w barwach Odense w Superligaen wystąpił w 66 spotkaniach.
26 sierpnia 2021 Christensen przeszedł do Herthy BSC. Podpisał z tym klubem kontrakt do lata 2026 roku. W sezonie 2021/2022 nie wystąpił w ani jednym spotkaniu w Bundeslidze. Dostał szansę dopiero w barażach o utrzymanie, w których Hertha mierzyła się z Hamburger SV. Zespół z Berlina w rewanżowym meczu zwyciężył 2:0 i obronił się przed spadkiem do 2. Bundesligi. W następnym sezonie Christensen został pierwszym bramkarzem Herthy, jednak jego klub zajął ostatnie miejsce w Bundeslidze.
W sierpniu 2023 został zawodnikiem ACF Fiorentina. W Serie A zadebiutował 27 sierpnia 2023 w zremisowanym 2:2 spotkaniu z US Lecce. 22 stycznia 2025 został wypożyczony do końca sezonu 2024/2025 do grającej w Serie B Salernitany. 2 sierpnia 2025 został wypożyczony na sześć miesięcy do Sturmu Graz.

## Kariera reprezentacyjna
W reprezentacji Danii zadebiutował 11 listopada 2020 w wygranym 2:0 meczu towarzyskim ze Szwecją. Rozegrał w nim pełne 90 minut. Dzięki temu spotkaniu został pierwszym od 1995 bramkarzem Odense, który wystąpił w reprezentacji Danii. W 2021 został powołany na mistrzostwa Europy do lat 21, a rok później na mistrzostwa świata.

## Statystyki

### Klubowe
Stan na 5 sierpnia 2025
| Sezon   | Klub                       | Kraj    | Rozgrywki     | Mecze | Gole |
| ------- | -------------------------- | ------- | ------------- | ----- | ---- |
| 2018/19 | Odense Boldklub            | Dania   | Superligaen   | 1     | 0    |
| 2019/20 | Odense Boldklub            | Dania   | Superligaen   | 34    | 0    |
| 2020/21 | Odense Boldklub            | Dania   | Superligaen   | 25    | 0    |
| 2021/22 | Odense Boldklub            | Dania   | Superligaen   | 6     | 0    |
| 2021/22 | Hertha BSC                 | Niemcy  | Bundesliga    | 0     | 0    |
| 2022/23 | Hertha BSC                 | Niemcy  | Bundesliga    | 33    | 0    |
| 2023/24 | Hertha BSC                 | Niemcy  | 2. Bundesliga | 2     | 0    |
| 2023/24 | ACF Fiorentina             | Włochy  | Serie A       | 4     | 0    |
| 2024/25 | ACF Fiorentina             | Włochy  | Serie A       | 0     | 0    |
| 2024/25 | US Salernitana 1919 (wyp.) | Włochy  | Serie B       | 16    | 0    |
| 2025/26 | SK Sturm Graz (wyp.)       | Austria | Bundesliga    | 0     | 0    |

### Reprezentacyjne
Stan na 5 sierpnia 2025
| Reprezentacja | Rok     | Mecze | Bramki |
| ------------- | ------- | ----- | ------ |
| Dania         | 2020    | 1     | 0      |
| Ogólnie       | Ogólnie | 1     | 0      |